# Кожевниково-на-Шегарке
Коже́вниково-на-Шега́рке — деревня в Кожевниковском районе Томской области, Россия. Входит в состав Песочнодубровского сельского поселения.

## География
Деревня находится на северо-западе Кожевниковского района, недалеко от административной границы с Шегарским районом (3 км по прямой на север) и с Новосибирской областью (10 км по прямой на запад), на левом берегу реки Шегарки. На протиповоложной стороне реки расположена деревня Новодубровка, а за ней автомобильная дорога — ответвление от трассы Р398 (у Каргалы) до Песочнодубровки.

## История
Первые упоминания относятся к XVII веку. Изначально проживали томские карагасы, которые ко второй половине 20 века полностью обрусели.
По переписи 1897 года здесь проживало 286 человек, из них 269 тюрков и 17 русских. Входила в состав Мало-Шегарской волости.
В 1926 году деревня Кожевникова состояла из 105 хозяйств, основное население — карагасы. Центр Кожевниковского сельсовета Богородского района Томского округа Сибирского края.

## Население
| 1926 | 2002 | 2010 | 2012 | 2013 | 2014 | 2015 |
| ---- | ---- | ---- | ---- | ---- | ---- | ---- |
| 548  | ↘220 | ↘215 | ↘208 | ↘202 | ↘198 | ↗199 |
| 2021 |      |      |      |      |      |      |
| ↗224 |      |      |      |      |      |      |

Национальный состав
По переписи 1897 года основным населением были карагасы.
Согласно результатам переписи 2002 года, в национальной структуре населения чуваши составляли 51 %.

## Социальная сфера и экономика
В деревне работают начальная общеобразовательная школа и фельдшерско-акушерский пункт.
Основу местной экономической жизни составляют сельское хозяйство и розничная торговля.

## Известные жители и уроженцы
- Елегечев, Иван Захарович (1927—2011) — советский и российский писатель, член Союза писателей России[12], национальный писатель томских карагасов и южных селькупов[13].